# Hilliard's Bay Provincial Park
Hilliard's Bay Provincial Park är en park i Kanada.   Den ligger i provinsen Alberta, i den centrala delen av landet, 3 000 km väster om huvudstaden Ottawa. Hilliard's Bay Provincial Park ligger 602 meter över havet. Den ligger vid sjön Lilla Slavsjön.
Terrängen runt Hilliard's Bay Provincial Park är platt, och sluttar söderut. Trakten runt Hilliard's Bay Provincial Park är nära nog obefolkad, med mindre än två invånare per kvadratkilometer.. Det finns inga samhällen i närheten.